# Stonychophora palauensis
Stonychophora palauensis is een rechtvleugelig insect uit de familie grottensprinkhanen (Rhaphidophoridae). De wetenschappelijke naam van deze soort is voor het eerst geldig gepubliceerd in 1999 door Vickery & Kevan.